# Toliara
Toliara er en by i den sydvestlige del af Madagaskar, med et indbyggertal (pr. 2001) på cirka 101.000. Byen er hovedstad Toliara provinsen.

## Galleri
- En strand der ligger tæt på Toliara.
- Centrum i Toliara.